# Luvsandagvyn Jargalsaikhan
Luvsandagvyn Jargalsaikhan (nascido em 20 de março de 1959) é um ex-ciclista mongol que competiu no ciclismo nos Jogos Olímpicos de Verão de 1980.